# 애비 필립스
애비게일 트루디 "애비" 필립스(영어: Abigail "Abi" Trudi Phillips, 1994년 1월 14일 ~ )는 잉글랜드의 배우, 싱어송라이터이다.